# Ludwigsburg
Ludwigsburg är en stad i Landkreis Ludwigsburg i regionen Stuttgart i Regierungsbezirk Stuttgart i förbundslandet Baden-Württemberg i Tyskland.  Den är belägen cirka en mil norr om Stuttgart, och folkmängden uppgår till cirka 
95 000 invånare.
Ludwigsburg är främst känt för den under 1700-talet här verksamma porslinsfabriken Porzellan-Manufaktur Ludwigsburg, och det gamla residensslottet i barock, uppfört 1704–1733. I Wildpark utanför Ludwigsburg ligger jaktslottet Monrepos, och lustslottet Favorit, uppfört 1718. I staden finns även ett flertal andra berömda barockbyggnader, såsom stadskyrkan. Förstaden Hoheneck am Neckar var tidigare en populär badkurinrättning.